# Bebaeus
Bebaeus is een geslacht van wantsen uit de familie van de Acanthosomatidae (Kielwantsen). Het geslacht werd voor het eerst wetenschappelijk beschreven door Dallas in 1851.

## Soorten
Het genus is monotypisch en bevat alleen de volgende soort:

- Bebaeus punctipes Dallas, 1851